# 보이콥스카야역
보이콥스카야역(러시아어: Войковская)은 모스크바 지하철 자모스크보레츠카야 선의 역이다. 1964년 12월 31일에 개통되었다.

## 역사
1964년 12월 31일에 개통되었다.

## 디자인
표준화된 기둥과 트라이스판 설계에 따라 건설되었다.

## 환승
모스크바 중앙 순환선의 발티스카야 역까지 역 외부로 나가서 환승할 수 있지만, 역간 도보로 20분 이상 걸린다.